# 津久井農場計画

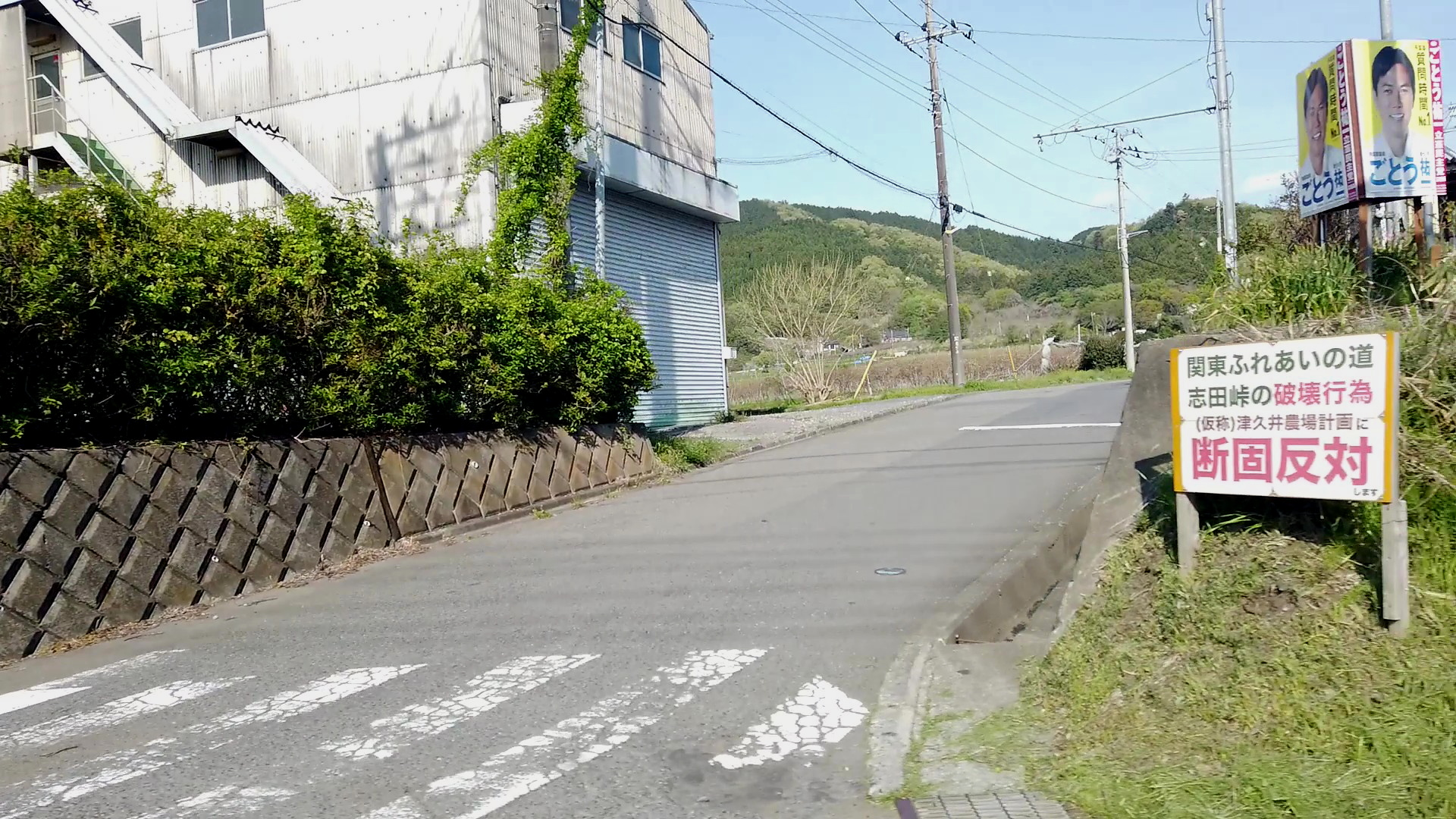
計画反対の看板が設置された市道志田線の起点から志田峠方面を望む（2021年4月12日撮影）

津久井農場計画（つくいのうじょうけいかく）は、神奈川県相模原市長竹の韮尾根（にろうね）地区の山中に100万立方メートル（後に60万立方メートルに計画縮小）の盛土をして牛250頭を飼育する牧場を造成する計画である。工事の許認可の取得は準大手ゼネコンのフジタが請負い、パシフィックコンサルタンツが環境アセスメントを担当した。2020年（令和2年）に工事着手し2024年（令和6年）の事業開始を目指していたが、2024年7月に計画中止となった。リニア中央新幹線のトンネル工事により発生する残土を受け入れるためのダミー計画ではないかとの疑義が持たれていた。

## 計画の概要
事業者は茅ヶ崎市の有限会社佐藤ファーム、事業予定地は相模原市緑区長竹字切通3824-1である。事業者から相模原市に提出された4案の造成計画では、面積18.1～20.5ヘクタールの平坦地を造成するために約80万～120立方メートルを土砂などで埋め立てる。畜産に必要な牛舎やサイロなどの施設を造成地に整備し、乳牛100頭、肥育牛100頭、育成牛50頭を飼育する計画である。土砂の量は後に60万立方メートルに計画が縮小されたが、それでも盛土の高さは65メートルになる。
事業予定地は、国道412号線から市道志田線を志田峠に向かって登る途中にある。埋め立てる谷の下流の沢は別の沢と合流して桜沢となり、愛甲郡愛川町半原の川北区（約300世帯）を流れて中津川に合流する。沢の合流地点では土砂崩れや氾濫が繰り返されており、桜沢は土砂災害特別警戒区域に指定されている。農場で土石流が発生した場合、川北区には2分で到達する。
大量の土砂を搬入するために、事業者は当初、国道412号線から予定地の下にある農工大付属農場付近まで専用道路を造る計画としていた。しかし市の許可が下りなかったことを理由として既存の市道志田線に工事車両を通す計画に変更し、通行台数も1日150～180台から233～346台に増加した（土砂の量を100万立方メートルから60万立方メートルに減らした後の試算では、1日160台で34か月または1日120台で45か月）。

### リニア残土搬入の疑義
計画にはいくつか不審な点があり、計画に反対する周辺住民はリニア中央新幹線のトンネル工事により発生する残土を受け入れるためのダミー計画ではないかとの疑念を抱いていた。事業者である佐藤ファームは資本金300万円の有限会社だが、造成工事と道路拡幅には数十億円はかかると見込まれている。さらに相模原市では、残土の不法投棄を防止するために市への保証金の支払いが課されており、造成後に返金されるものの、100万立方メートルでは4億300万円が必要となる。住民説明会では、資金計画についての質問に対しては佐藤ファームもフジタも回答を避けた。
フジタは2020年6月に相模原市内のリニア中央新幹線のトンネル工事を受注している。残土の処分費は1立方メートルあたり5,000円が相場ともいわれており、60万立方メートルでは30億円になる。事業者は「牧場造成の費用には残土の受け入れの利益を充てる」と説明しているが、まだ工事許可が得られていないことを理由に、その残土の出所については明らかにしなかった。一方のフジタも、津久井農場の施工までは請け負っていないことを理由に、残土の出所については「答える立場にない」としていた。

## 経緯
有限会社佐藤ファームは茅ヶ崎市で牧場を営んでいたが、1999年（平成11年）に高校用地として土地を提供したことにより酪農を廃業して野菜農家となった。津久井農場の予定地は1998年（平成10年）に佐藤ファームが購入した。計画が始まるまでに20年を経た理由として、土地を購入した頃に周辺地域で残土受け入れが始められたため、誤解を受けないよう「今は待つように」と行政から言われたと、住民説明会で事業者は説明した。
農場予定地の奥にある志田峠では、地域住民の反対を押し切って厚木市の土木業者が「スポーツ広場を造る」という名目で2010年（平成22年）から残土を搬入した。工事期間の延長と搬入土量の増加を繰り返した挙げ句、スポーツ広場の話は立ち消えになり、31万4千立方メートルの残土が違法盛土となって放置されている。工事中には1日に最大40台のダンプが通り、周辺住民の生活環境への影響は少なくなかった。
2016年（平成28年）11月に事業者から相模原市に「（仮称）津久井農場計画」の環境影響評価配慮書が提出され、計画が明らかになる。当時、土地を貸して欲しいと訪ねてきたフジタの社員からチラシを渡された韮尾根地区の住民は「ゼネコンが関わるなら心配ない」と楽観していた。
2019年（令和元年）5月の説明会で、専用道路を造る計画を断念したことにより市道を通行する工事車両の台数が増加することが事業者から発表されると、住民は不審の念を抱くようになった。市道は拡幅しないと大型ダンプがすれ違うのは難しい。拡幅予定地に住む住民は「用地買収に応じるつもりはない」と言っているにもかかわらず、事業者側は相模原市の聞き取りに対して住民は転居見込みと報告していた。9月から環境影響評価審査会（全4回）が始まるが、フジタは虚偽の報告が発覚した後に開催された環境影響評価審査会でも住民が転居するという内容の資料をそのまま提出している。
牧場の運営についても不安があった。事業者は20年以上前に酪農をやめていること、移住せずに茅ヶ崎から通うということ、事業者の3人の子息も跡を継ぐというが酪農経験はないことから、造成後に牧場経営を放棄して巨大な盛土だけが残されることが懸念された。

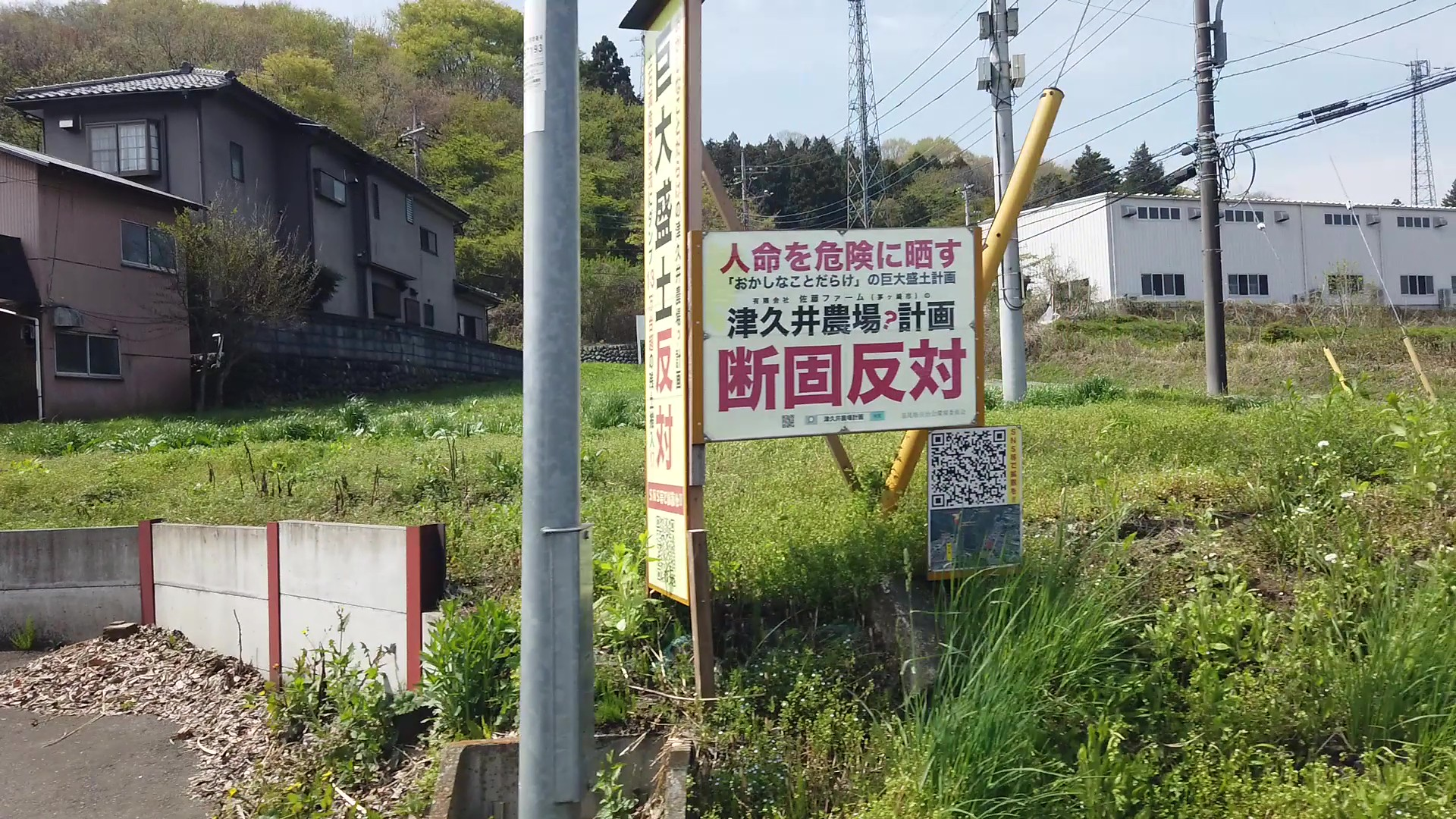
韮尾根地区に設置された計画反対の看板（2023年4月5日撮影）

危機感を抱いた住民は有志の会を立ち上げて1,135筆の署名を集め、住民の懸念を訴える要望書とともに11月21日に市長へ提出した。
12月26日に相模原市は串川地域センターで公聴会を開催し、3名の公述人が出席した。公述人からは、茅ヶ崎市から1時間かけて通い250頭の牛を飼育するという計画の本気度に対する疑問、工事車両による騒音や交通安全への懸念、住民は転居予定がないにもかかわらず転居を前提とした市道の拡幅案が環境影響評価審査会に提出されていることに対する不審の念などが述べられた。この日に行われた住民と佐藤ファーム、フジタとの話し合いでは、津久井農場計画が佐藤ファームからフジタへの丸投げであることが明らかにされた。
2020年（令和2年）1月20日に開催された第3回の環境影響評価審査会では、会長から「地権者の同意なく着工はできない。具体的方針を出してもらう」と事業者に対応が求められたほか、委員から「この状態で通して良いのか」「計画が杜撰」などと厳しく追求された。2月10日に開催された最終回の環境影響評価審査会で事業者は盛土の量を100万立方メートルから60万立方メートルに減らすことを表明した。
反対運動を主導してきた有志の会は、3月に自治会総会で承認されて韮尾根自治会環境委員会となった。「津久井農場計画反対、住民の平穏な生活を守る」ことを目的とした環境委員会だが、その後2021年4月に自ら志願して就任した自治会副会長兼環境委員会会長は活動の自粛を求め、環境委員会としての活動は失速することになる。
2020年3月11日に相模原市から準備書に対する市長意見書が出される。意見書には市長の意向による追記がなされ、異例の市長意見書交付式を実施して事業者に直接指導が行われた。意見書では、事業者に対して「地元自治会から地域環境の悪化への懸念に関する要望書が署名を添えて市に提出されたことも念頭におき」、「地域住民等との意思疎通を図」ることが求められた。

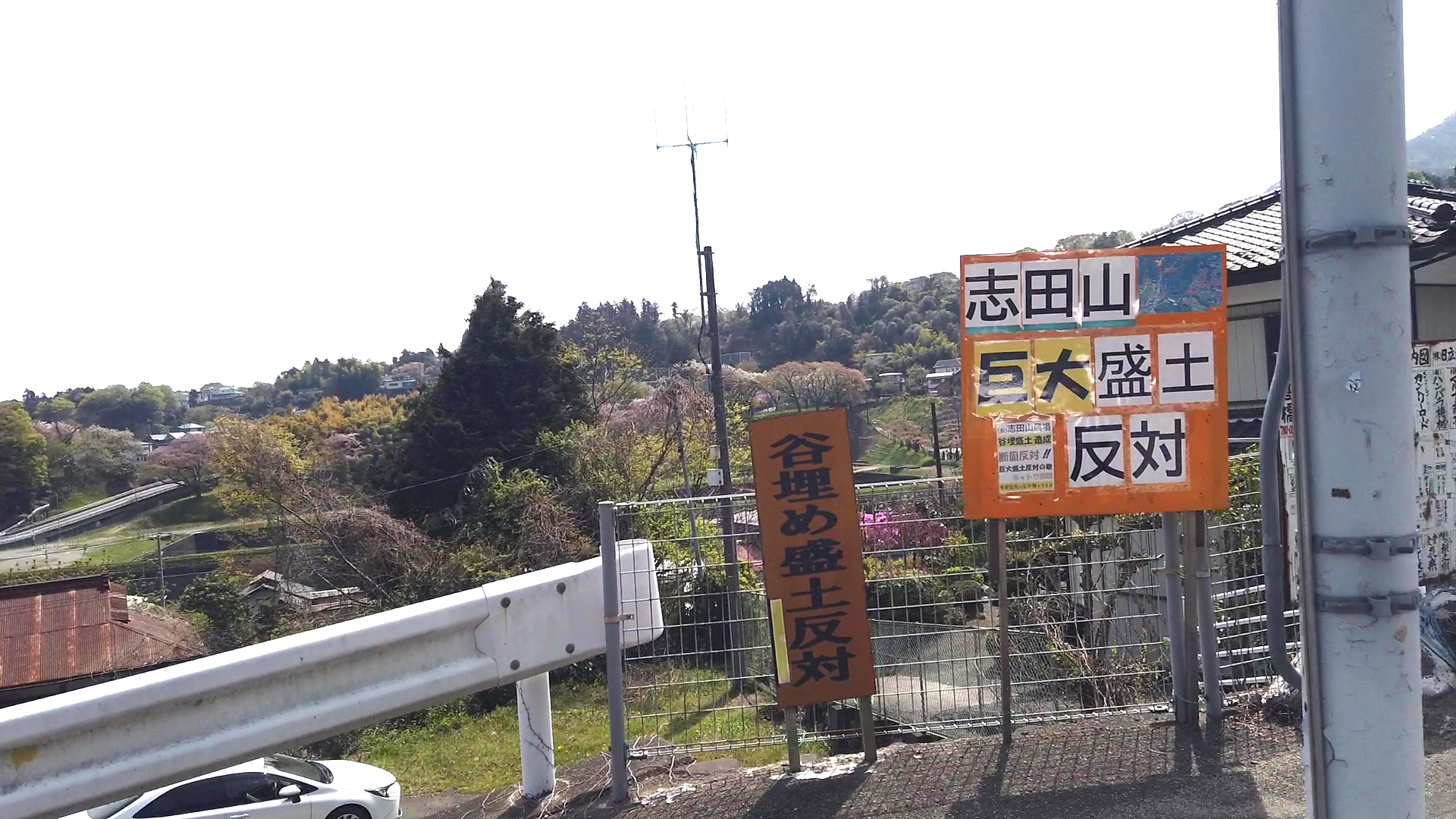
半原地区に設置された計画反対の看板（2023年4月5日撮影）

津久井農場予定地の沢の下流に位置する愛川町半原の川北区の住民は、農場計画を知っていたものの、牧場ならば平らな場所に造るのだろうと考えて当初の関心は低かった。しかし計画の詳細を知ると、膨大な量の盛土による土砂崩れや土石流の危険性に唖然とし、5人の有志によって半原住民の生存権を守る会が立ち上げられた。2020年11月29日には川北区会の主催で事業者による説明会を開催し、翌年1月には半原住民の生存権を守る会が集めた1,317筆の反対署名を愛川町長に提出した。
2020年12月に相模原市で開催された説明会を最後に事業者側の動きは見られなくなる。本来ならば事業者から環境影響評価書が提出されなければならない。住民側の意思を行政に対して明確に示すため、2021年（令和3年）6月28日に韮尾根自治会から相模原市長に計画反対の署名が手渡された。7月3日に熱海市伊豆山土石流災害が発生し、5万立方メートルを超える盛土が崩落したと報じられた。津久井農場で計画されている盛土はその10倍以上の60万立方メートルである。同じ「谷埋め盛土」であることから、津久井農場計画も報道機関の関心を引くこととなった。相模原市と愛川町の住民がBS-TBSの「噂の!東京マガジン」の取材を受け、25日に放送された。
熱海の災害をきっかけに2023年（令和5年）5月に盛土規制法が施行されることとなる。法案の審議に先立ち、衆議院議員の後藤祐一は津久井農場計画の現地視察と住民との情報交換をし、2022年（令和4年）4月6日の衆議院国土交通委員会における質疑の冒頭で「具体的なイメージを持ってもらうために」として津久井農場計画を紹介した。
2024年（令和6年）7月11日に相模原市は事業者から対象事業廃止等届出書を受理し、19日に津久井農場計画の事業廃止を公告した。同年10月に開催された相模原市の環境影響評価審査会では、事業廃止の理由として、地域住民による反対署名や道路拡幅の困難さのある中で熱海の土砂災害も発生し、「事業者として対処しきれない難関に当たった」ことと総括された。

## 年表
- 1998年 - 事業者の佐藤ファームは津久井農場予定地を購入し、翌年には茅ヶ崎での酪農を廃業する[7]。
- 2016年11月24日 - 相模原市は環境影響評価配慮書を事業者から受理し、12月8日から翌年1月6日まで縦覧する[2]。
- 2017年3月6日 - 相模原市から配慮書に対する市長意見書が出される[2]。
- 2017年4月25日 - 相模原市は環境影響評価方法書を事業者から受理し、5月9日から6月7日まで縦覧する[2]。
- 2017年8月1日 - 相模原市から方法書に対する市長意見書が出される[2]。
- 2019年5月 - 説明会が開かれ、専用道路を造る計画を断念したことにより工事車両の通行台数が増加すると事業者が発表する[11]。
- 2019年8月5日 - 相模原市は環境影響評価準備書を事業者から受理し、8月19日から10月2日まで縦覧する[2]。
- 2019年9月 - 環境影響評価審査会（全4回）が始まる[14]。
- 2019年11月21日 - 住民の懸念を訴える要望書と1,135筆の署名を相模原市長に提出する[15][17]。
- 2019年11月19日～12月3日 - 相模原市は準備書意見見解書を縦覧する[2]。
- 2019年12月26日 - 相模原市は串川地域センターで公聴会を開催する[16]。
- 2020年2月10日 - 最終回の環境影響評価審査会で事業者は盛土の量を100万立方メートルから60万立方メートルに減らすことを表明する[1][18]。
- 2020年3月11日 - 相模原市から準備書に対する市長意見書が出される[2]。
- 2020年11月29日 - 愛川町半原の川北区会の主催で事業者による説明会が開催される[28]。
- 2020年12月6日 - 事業者による説明会が串川地域センターで開催される[29]。以降は事業廃止に至るまで事業者側の動きは見られなくなる[30]。
- 2021年1月 - 半原住民の生存権を守る会が集めた1,317筆の反対署名を愛川町長に提出する[28]。
- 2021年5月25日 - 神奈川県は計画予定地の下流の沢を土砂災害特別警戒区域に指定する[6]。
- 2021年6月28日 - 韮尾根自治会から相模原市長に計画反対の署名が手渡される[24]。
- 2021年7月 - 3日に熱海市伊豆山土石流災害が発生し、相模原市と愛川町の住民が「噂の!東京マガジン」の取材を受け、25日に放送される[24]。
- 2022年4月6日 - 衆議院国土交通委員会において後藤祐一が質疑の冒頭で津久井農場計画について紹介する[25]。これに先立ち後藤は現地視察と住民との情報交換をした[13]。
- 2024年7月11日 - 相模原市は対象事業廃止等届出書を事業者から受理する[2]。
- 2024年7月19日 - 相模原市は津久井農場計画の事業廃止を公告する[26]。